# Santa Croce delle Scalette
Santa Croce delle Scalette, officiellt namn: Santa Croce delle Scalette e Monastero delle Pentite del Buon Pastore, även benämnd Santa Croce della Penitenza, Santa Croce alla Lungara och Chiesa del Buon Pastore, är en kyrkobyggnad i Rom, helgad åt det Heliga Korset. Kyrkan är belägen vid Via della Lungara i Rione Trastevere och tillhör församlingen Santa Dorotea. Tillnamnet ”Scalette” avser den dubbeltrappa som leder upp från gatan till kyrkan och det forna klostret och ”Penitenza” syftar på de augustineroblater, vilka förlänades kyrkan i slutet av 1600-talet. ”Lungara” åsyftar gatan Via della Lungara och ”Buon Pastore” syftar på kongregationen Den gode Herdens systrar, som övertog kyrkan år 1839.

## Kyrkans historia
År 1615 grundade den spanske karmeliten Domenico di Gesù e Maria (1559–1630) Hospitium S. Crucis vid Via della Lungara ”för att omvända kvinnor från ett syndfullt liv”. Hans intention var att rädda Roms prostituerade från sexhandeln och erbjuda dem en klosterlik miljö i botgöring och bön. Flera institutioner av detta slag grundades i Rom: jesuiternas Santa Marta al Collegio Romano och franciskanernas Santa Chiara och San Giacomo alla Lungara. Ett kloster uppfördes på platsen och bekostades av markisen Baldassarre Paluzzi Albertoni och Maximilian I av Bayern, medan själva kyrkobyggnaden uppfördes på uppdrag av den blivande kardinalen Antonio Barberini.
I slutet av 1600-talet övertogs kyrka och kloster av augustineroblater – Agostiniane della Penitenza. Klostret stängdes under den franska ockupationen av Rom år 1802.
Påve Gregorius XVI överlät 1839 kyrka och kloster åt Den gode Herdens systrar (Congrégation de Notre-Dame de Charité du Bon-Pasteur), som hade grundats av den heliga Marie-Euphrasie Pelletier i Angers år 1835. Även denna kongregation tog sig i Rom an prostituerade kvinnor. År 1854 lät påve Pius IX bygga till klostret med Virginio Vespignani som arkitekt. En inskriptionsplatta vid Via della Penitenza 37 minner om denna tillbyggnad:
I det nya byggnadskomplexet togs flera olika kategorier av kvinnor om hand. Det fanns en avdelning för kvinnliga brottslingar och en för flickor som utanför murarna riskerade fysisk misshandel. Vidare hyste klostret kvinnor som ville lämna en destruktiv livsföring samt kvinnor som hade blivit misshandlade av sina äkta män.
Hela komplexet exproprierades av italienska staten år 1873, men nunnorna tilläts stanna kvar på grund av vikten av deras arbete. Restaureringar företogs 1900 och 1924.
År 1985 lämnade Den gode Herdens systrar klostret och anläggningen övertogs av Roms stad. Två år senare togs klosterbyggnaden över av ARCI:s (Associazione Ricreativa Culturale Italiana) kvinnoavdelning och kyrkan stängdes. I dag innehas byggnaden av La Casa Internazionale delle Donne, en feministisk organisation som bland annat tillhandahåller kurser och seminarier i kultur och socialpolitik.

## Kyrkans exteriör
Kyrkans fasad har två våningar. Den nedre har fyra doriska pilastrar som bär upp ett entablement med en tom fris och en kraftigt profilerad kornisch. Entablementet förkroppar sig något över pilastrarna. Ingångsportalens kornisch stöds av kragstenar med lejonhuvuden. Den nedre våningens pilastrar flankerar tomma rundbågenischer. Den övre våningen har fyra pilastrar utan kapitäl, vilka bär upp ett entablement och ett krönande triangulärt pediment med ett lynettfönster i dess tympanon. Pilastrarna flankerar ett kvadratiskt fönster, ovanför vilket är placerat en festong i stuck.
Till höger om fasaden är det forna klostrets portal. Ovanför denna återfinns statyn Kristus som den gode Herden från 1839.

## Kyrkans interiör
Kyrkan hade tre altaren. Över högaltaret fanns Terenzio da Urbinos Kristus bär Korset, tills den under 1700-talet ersattes med Korsfästelsen av Girolamo Troppa. År 1924 ersattes denna med målningen Jesu heliga hjärta, utförd av S.G. Piniberti. Det högra sidoaltaret hade Bebådelsen av Troppa och över det vänstra hängde Francesco Grazias Den botfärdiga Maria Magdalena.
Högaltaret i polykrom marmor har en uppsats i form av ett litet tempel.
Freskerna i kyrkorummet framställer de tre teologala dygderna och de fyra kardinaldygderna.
Den italienske bibliotekarien och historikern Vincenzo Forcella nämner en inskrift som tidigare satt ovanför kyrkans högaltare och som hugfäste minnet av kyrkans konsekrering år 1619:

## Bilder
| - Santa Croce delle Scalette på Giovanni Maggis Rom-karta från 1625. - Santa Croce delle Scalette, akvarell av Achille Pinelli från 1834. - Heliga Marie-Euphrasie Pelletier (1796–1868). - Santa Croce delle Scalette på en karta från år 2016. |